# 八大童子
八大童子（はちだいどうじ）は、不動明王の眷属。「不動八大童子（ふどうはちだいどうじ）」、「八大金剛童子（はちだいこんごうどうじ）」とも呼ばれる八人の童子を指す。
不動明王の種字「唅（かん＝hāṃ）」字より発生し、四智（金剛智、灌頂智、蓮華智、羯磨智）と四波羅蜜（金剛波羅蜜、宝波羅蜜、法波羅蜜、業波羅蜜）を具現化した次の八尊だとされる。
- 慧光童子（えこうどうじ）[1]
- 慧喜童子（えきどうじ）[1]
- 阿耨達童子（あのくたどうじ）[1]
- 指徳童子（しとくどうじ）[1]
- 烏倶婆誐童子（うくばがどうじ）[1]
- 清浄比丘（しょうじょうびく）[1]
- 矜羯羅童子（こんがらどうじ）[1][2]
- 制多迦童子（せいたかどうじ）[1][2]